# Ivan Kaljužnyj
Ivan Volodymyrovyč Kaljužnyj (in ucraino Іван Володимирович Калюжний?; Dovžyk, 21 gennaio 1998) è un calciatore ucraino, centrocampista dell'Oleksandrija.

## Carriera

### Club
Ha giocato nella prima divisione ucraina ed in quella islandese.
L'8 luglio 2022 passa in prestito al Kerala Blasters, club militante nella Indian Super League.

### Nazionale
Ha giocato nelle nazionali giovanili ucraine Under-16, Under-17, e Under-18.
L'11 ottobre 2024 esordisce in nazionale maggiore nel successo per 1-0 in Nations League contro la Georgia.

## Statistiche

### Presenze e reti nei club
| Stagione            | Club                | Campionato          | Campionato | Campionato | Coppe nazionali | Coppe nazionali | Coppe nazionali | Coppe continentali | Coppe continentali | Coppe continentali | Supercoppe | Supercoppe | Supercoppe | Totale | Totale |
| Stagione            | Club                | Comp                | Pres       | Reti       | Comp            | Pres            | Reti            | Comp               | Pres               | Reti               | Comp       | Pres       | Reti       | Pres   | Reti   |
| ------------------- | ------------------- | ------------------- | ---------- | ---------- | --------------- | --------------- | --------------- | ------------------ | ------------------ | ------------------ | ---------- | ---------- | ---------- | ------ | ------ |
| 2018-2019           | Metalist            | PL                  | 26         | 1          | KU              | 1               | 0               | -                  | -                  | -                  | -          | -          | -          | 27     | 1      |
| 2019-2020           | Ruch L'viv          | PL                  | 27         | 2          | KU              | 1               | 0               | -                  | -                  | -                  | -          | -          | -          | 28     | 2      |
| set.-dic.2020       | Ruch L'viv          | PL                  | 3          | 0          | KU              | 1               | 0               | -                  | -                  | -                  | -          | -          | -          | 4      | 0      |
| Totale Ruch L'viv   | Totale Ruch L'viv   | Totale Ruch L'viv   | 30         | 2          |                 | 2               | 0               |                    | -                  | -                  |            | -          | -          | 32     | 2      |
| gen.-giu.2021       | Oleksandrija        | PL                  | 5          | 0          | KU              | 1               | 0               | -                  | -                  | -                  | -          | -          | -          | 6      | 0      |
| 2021-apr.2022       | Oleksandrija        | PL                  | 16         | 2          | KU              | 1               | 0               | -                  | -                  | -                  | -          | -          | -          | 17     | 2      |
| 2022                | Keflavík            | U                   | 6          | 0          | BK              | 0               | 0               | -                  | -                  | -                  | -          | -          | -          | 6      | 0      |
| 2022-2023           | Kerala Blasters     | ISL                 | 18         | 4          | SC              | 1               | 0               | -                  | -                  | -                  | DC         | -          | -          | 19     | 4      |
| lug.-ago. 2023      | Oleksandrija        | PL                  | 4          | 0          | KU              | -               | -               | -                  | -                  | -                  | -          | -          | -          | 4      | 0      |
| ago.-dic. 2023      | LNZ Čerkasy         | PL                  | 8          | 0          | KU              | -               | -               | -                  | -                  | -                  | -          | -          | -          | 8      | 0      |
| gen.-giu. 2024      | Oleksandrija        | PL                  | 12         | 0          | KU              | -               | -               | -                  | -                  | -                  | -          | -          | -          | 12     | 0      |
| Totale Oleksandrija | Totale Oleksandrija | Totale Oleksandrija | 37         | 2          |                 | 2               | 0               |                    | -                  | -                  |            | -          | -          | 39     | 2      |
| Totale Carriera     | Totale Carriera     | Totale Carriera     | 125        | 9          |                 | 6               | 0               |                    | -                  | -                  |            | -          | -          | 131    | 9      |

### Cronologia presenze e reti in nazionale
| Cronologia completa delle presenze e delle reti in nazionale ― Ucraina | Cronologia completa delle presenze e delle reti in nazionale ― Ucraina | Cronologia completa delle presenze e delle reti in nazionale ― Ucraina | Cronologia completa delle presenze e delle reti in nazionale ― Ucraina | Cronologia completa delle presenze e delle reti in nazionale ― Ucraina | Cronologia completa delle presenze e delle reti in nazionale ― Ucraina | Cronologia completa delle presenze e delle reti in nazionale ― Ucraina | Cronologia completa delle presenze e delle reti in nazionale ― Ucraina |
| Data                                                                   | Città                                                                  | In casa                                                                | Risultato                                                              | Ospiti                                                                 | Competizione                                                           | Reti                                                                   | Note                                                                   |
| ---------------------------------------------------------------------- | ---------------------------------------------------------------------- | ---------------------------------------------------------------------- | ---------------------------------------------------------------------- | ---------------------------------------------------------------------- | ---------------------------------------------------------------------- | ---------------------------------------------------------------------- | ---------------------------------------------------------------------- |
| 11-10-2024                                                             | Poznań                                                                 | Ucraina                                                                | 1 – 0                                                                  | Georgia                                                                | UEFA Nations League 2024-2025 - 1º turno                               | -                                                                      | 45+5’ 90’                                                              |
| 14-10-2024                                                             | Breslavia                                                              | Ucraina                                                                | 1 – 1                                                                  | Rep. Ceca                                                              | UEFA Nations League 2024-2025 - 1º turno                               | -                                                                      | 64’                                                                    |
| 16-11-2024                                                             | Batumi                                                                 | Georgia                                                                | 1 – 1                                                                  | Ucraina                                                                | UEFA Nations League 2024-2025 - 1º turno                               | -                                                                      | 80’                                                                    |
| 19-11-2024                                                             | Tirana                                                                 | Albania                                                                | 1 – 2                                                                  | Ucraina                                                                | UEFA Nations League 2024-2025 - 1º turno                               | -                                                                      |                                                                        |
| 20-3-2025                                                              | Murcia                                                                 | Ucraina                                                                | 3 – 1                                                                  | Belgio                                                                 | UEFA Nations League 2024-2025 - Play-off                               | -                                                                      | 88’                                                                    |
| 23-3-2025                                                              | Genk                                                                   | Belgio                                                                 | 3 – 0                                                                  | Ucraina                                                                | UEFA Nations League 2024-2025 - Play-off                               | -                                                                      |                                                                        |
| 7-6-2025                                                               | Toronto                                                                | Canada                                                                 | 4 – 2                                                                  | Ucraina                                                                | Amichevole                                                             | -                                                                      | 89’                                                                    |
| Totale                                                                 |                                                                        | Presenze                                                               | 7                                                                      |                                                                        | Reti                                                                   | 0                                                                      |                                                                        |

| Cronologia completa delle presenze e delle reti in nazionale ― Ucraina under 18 | Cronologia completa delle presenze e delle reti in nazionale ― Ucraina under 18 | Cronologia completa delle presenze e delle reti in nazionale ― Ucraina under 18 | Cronologia completa delle presenze e delle reti in nazionale ― Ucraina under 18 | Cronologia completa delle presenze e delle reti in nazionale ― Ucraina under 18 | Cronologia completa delle presenze e delle reti in nazionale ― Ucraina under 18 | Cronologia completa delle presenze e delle reti in nazionale ― Ucraina under 18 | Cronologia completa delle presenze e delle reti in nazionale ― Ucraina under 18 |
| Data                                                                            | Città                                                                           | In casa                                                                         | Risultato                                                                       | Ospiti                                                                          | Competizione                                                                    | Reti                                                                            | Note                                                                            |
| ------------------------------------------------------------------------------- | ------------------------------------------------------------------------------- | ------------------------------------------------------------------------------- | ------------------------------------------------------------------------------- | ------------------------------------------------------------------------------- | ------------------------------------------------------------------------------- | ------------------------------------------------------------------------------- | ------------------------------------------------------------------------------- |
| 22-8-2015                                                                       | Hlinsko                                                                         | Stati Uniti under 18                                                            | 2 – 1                                                                           | Ucraina under 18                                                                | Amichevole                                                                      | -                                                                               |                                                                                 |
| Totale                                                                          |                                                                                 | Presenze                                                                        | 1                                                                               |                                                                                 | Reti                                                                            | 0                                                                               |                                                                                 |

| Cronologia completa delle presenze e delle reti in nazionale ― Ucraina under 17 | Cronologia completa delle presenze e delle reti in nazionale ― Ucraina under 17 | Cronologia completa delle presenze e delle reti in nazionale ― Ucraina under 17 | Cronologia completa delle presenze e delle reti in nazionale ― Ucraina under 17 | Cronologia completa delle presenze e delle reti in nazionale ― Ucraina under 17 | Cronologia completa delle presenze e delle reti in nazionale ― Ucraina under 17 | Cronologia completa delle presenze e delle reti in nazionale ― Ucraina under 17 | Cronologia completa delle presenze e delle reti in nazionale ― Ucraina under 17 |
| Data                                                                            | Città                                                                           | In casa                                                                         | Risultato                                                                       | Ospiti                                                                          | Competizione                                                                    | Reti                                                                            | Note                                                                            |
| ------------------------------------------------------------------------------- | ------------------------------------------------------------------------------- | ------------------------------------------------------------------------------- | ------------------------------------------------------------------------------- | ------------------------------------------------------------------------------- | ------------------------------------------------------------------------------- | ------------------------------------------------------------------------------- | ------------------------------------------------------------------------------- |
| 25-9-2014                                                                       | Jelgava                                                                         | Ucraina under 17                                                                | 0 – 0                                                                           | Grecia under 17                                                                 | Qual. Europeo Under-17 2014                                                     | -                                                                               | 34’                                                                             |
| 27-9-2014                                                                       | Riga                                                                            | Ucraina under 17                                                                | 0 – 0                                                                           | Lettonia under 17                                                               | Qual. Europeo Under-17 2014                                                     | -                                                                               | 72’                                                                             |
| 30-9-2014                                                                       | Jelgava                                                                         | Svezia under 17                                                                 | 0 – 0                                                                           | Ucraina under 17                                                                | Qual. Europeo Under-17 2014                                                     | -                                                                               | 59’                                                                             |
| 21-3-2015                                                                       | Wetzlar                                                                         | Italia under 17                                                                 | 1 – 0                                                                           | Ucraina under 17                                                                | Qual. Europeo Under-17 2015                                                     | -                                                                               |                                                                                 |
| 23-3-2015                                                                       | Marburgo                                                                        | Germania under 17                                                               | 3 – 0                                                                           | Ucraina under 17                                                                | Qual. Europeo Under-17 2015                                                     | -                                                                               |                                                                                 |
| 26-3-2015                                                                       | Marburgo                                                                        | Ucraina under 17                                                                | 1 – 2                                                                           | Slovacchia under 17                                                             | Qual. Europeo Under-17 2015                                                     | -                                                                               | 41’                                                                             |
| Totale                                                                          |                                                                                 | Presenze                                                                        | 6                                                                               |                                                                                 | Reti                                                                            | 0                                                                               |                                                                                 |

| Cronologia completa delle presenze e delle reti in nazionale ― Ucraina under 16 | Cronologia completa delle presenze e delle reti in nazionale ― Ucraina under 16 | Cronologia completa delle presenze e delle reti in nazionale ― Ucraina under 16 | Cronologia completa delle presenze e delle reti in nazionale ― Ucraina under 16 | Cronologia completa delle presenze e delle reti in nazionale ― Ucraina under 16 | Cronologia completa delle presenze e delle reti in nazionale ― Ucraina under 16 | Cronologia completa delle presenze e delle reti in nazionale ― Ucraina under 16 | Cronologia completa delle presenze e delle reti in nazionale ― Ucraina under 16 |
| Data                                                                            | Città                                                                           | In casa                                                                         | Risultato                                                                       | Ospiti                                                                          | Competizione                                                                    | Reti                                                                            | Note                                                                            |
| ------------------------------------------------------------------------------- | ------------------------------------------------------------------------------- | ------------------------------------------------------------------------------- | ------------------------------------------------------------------------------- | ------------------------------------------------------------------------------- | ------------------------------------------------------------------------------- | ------------------------------------------------------------------------------- | ------------------------------------------------------------------------------- |
| 10-3-2014                                                                       | Koksijde                                                                        | Belgio under 16                                                                 | 3 – 0                                                                           | Ucraina under 16                                                                | Amichevole                                                                      | -                                                                               | 63’                                                                             |
| Totale                                                                          |                                                                                 | Presenze                                                                        | 1                                                                               |                                                                                 | Reti                                                                            | 0                                                                               |                                                                                 |